# La formación de la Tierra Media
La formación de la Tierra Media es el cuarto de una serie de trece volúmenes titulada La historia de la Tierra Media publicada por Christopher Tolkien, donde analiza los manuscritos inéditos de su padre. 
En él se describe la transición del legendarium «primitivo» que se encuentra en El libro de los cuentos perdidos hasta su versión oficial, publicada en El Silmarillion y contiene un texto que puede ser visto como el primer Silmarillion.
Otras tres partes interesantes son Ambarkanta o «Forma del Mundo», una colección de mapas y diagramas de la Tierra Media y los Anales de Valinor y Beleriand, obras cronológicas que comenzaron como líneas de tiempo pero que gradualmente se fueron convirtiendo en narrativa completa.